# Niederkrüchten
Niederkrüchten är en kommun och ort i Kreis Viersen i Regierungsbezirk Düsseldorf i förbundslandet Nordrhein-Westfalen i Tyskland.